# 合橋村
合橋村（あいはしむら）は、兵庫県出石郡にあった村。現在の豊岡市但東町の西半にあたる。

## 地理
- 山岳：鉄鈷山、東床尾山、東里ヶ岳、法沢山
- 河川：出石川、河本川、太田川、佐々木川

## 歴史
- 1889年（明治22年）4月1日 - 町村制の施行により、唐川村・三原村・出合村・南尾村・小谷村・相田村・佐々木村・天谷村・西谷村・河本村・日殿村・出合市場村・口矢根村・奥矢根村・畑村・水石村の区域をもって発足。
- 1956年（昭和31年）9月30日 - 資母村・高橋村と合併して但東町が発足。同日合橋村廃止。